# Musée historial de l'Île-d'Yeu
Le musée historial de l'Île-d'Yeu est un musée privé localisé à Port-Joinville dans la commune de L'Île-d'Yeu en France, dont les collections exposées sont exclusivement consacrées à la vie de Philippe Pétain qui purgea sa peine de détention à perpétuité sur l'île de 1945 à son décès en 1951,.
Le journal Le Monde indique que le musée « ne s'appelle pas "musée Pétain" mais qui le mériterait ».

## Collections
Le musée propose entre autres de visiter la chambre de Philippe Pétain. Des effets personnels (son rasoir) ainsi que ses médailles sont également visibles.